# The Battle
The Battle – heavymetalowy album dwóch metalowych wokalistów: byłego członka Masterplan Jorna Lande i wokalisty Symphony X Russella Allena. Muzyka została skomponowana przez Magnusa Karlssona z zespołu Starbreaker. Płyta została wydana oficjalnie pod nazwą „Allen/Lande”.
Album jest utrzymany w stylu hard rock/heavy metal z licznymi domieszkami muzyki progresywnej z którą związany jest szczególnie Russell Allen. Podczas nagrań na perkusji grał Jaime Salazar. Album otrzymał dobre recenzje na stronach internetowych i w prasie muzycznej.

## Twórcy
- Jorn Lande – śpiew
- Russell Allen – śpiew
- Magnus Karlsson – gitara, gitara basowa, keyboard
- Jaime Salazar – perkusja

## Lista utworów
1. „Another Battle” – 05:19
2. „Hunter's Night” – 05:38
3. „Wish for a Miracle” – 04:40
4. „Reach a Little Longer” – 05:26
5. „Come Alive” – 04:52
6. „Truth About Our Time” – 04:47
7. „My Own Way” – 04:46
8. „Ask You Anyway” – 05:10
9. „Silent Rage” – 04:24
10. „Where Have the Angels Gone” – 04:44
11. „Universe of Light” – 05:23
12. „The Forgotten Ones” – 05:24